# Joan Trayter i Malirach
Joan Trayter i Malirach (Figueres, 1971 - 2002) va ser un enginyer de telecomunicacions per la Salle i d'electrònica per la UPC. Va ser impulsor dels estudis de gravació de Music Lan, a Avinyonet de Puigventós, on van gravar, entre d'altres, Lluís Llach, Sopa de Cabra, Quimi Portet, Manolo García, Los Rebeldes, Adrià Puntí i Albert Guinovart.